# Estación Aguada de Guerra
Aguada de Guerra es una estación de ferrocarril ubicada en la localidad del mismo nombre, Departamento Veinticinco de Mayo, Provincia de Río Negro, Argentina.

## Ubicación
Se encuentra a 35 km al este de la ciudad de Maquinchao.

## Servicios
Por sus vías transitan formaciones de cargas y de pasajeros de la empresa Tren Patagónico S.A.. Cuenta con parada para los servicios de pasajeros tanto en sentido ascendente como descendente del Tren Patagónico solo en forma facultativa.

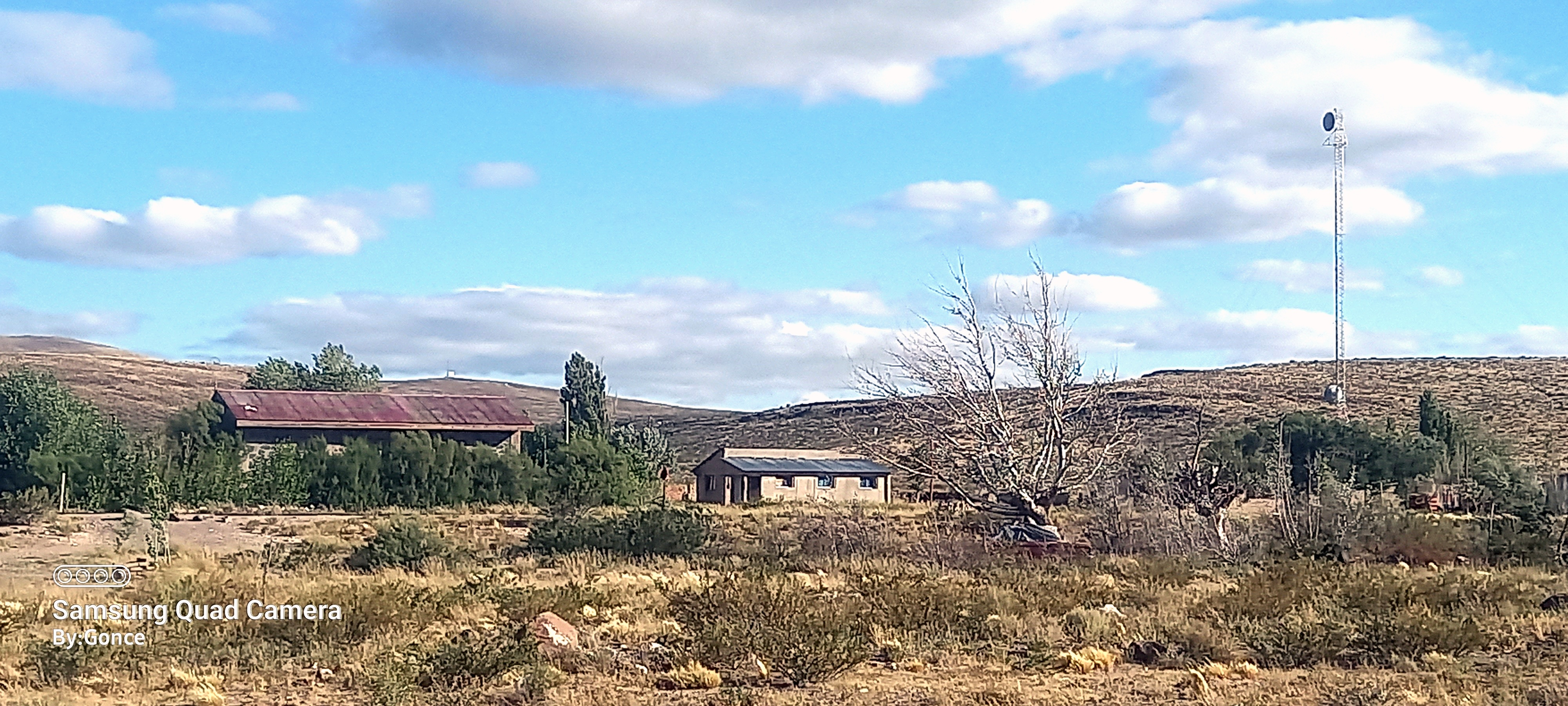
Edificios ferroviarios de la localidad desde la ruta.